# Habenaria theodorii
Habenaria theodorii är en orkidéart som beskrevs av Rudolf Schlechter. Habenaria theodorii ingår i släktet Habenaria och familjen orkidéer.
Artens utbredningsområde är Bolivia. Inga underarter finns listade i Catalogue of Life.